# Take Me Apart
Take Me Apart é o álbum de estúdio de estreia da cantora e compositora norte-americana Kelela, distribuído independentemente em uma parceria com a editora discográfica Warp em 6 de outubro de 2017. O projeto, que levou quatro anos a ser produzido, serve como um acompanhamento aos dois primeiros lançamentos discográficos da artista: a mixtape Cut 4 Me (2013) e o extended play Hallucinogen (2015). Após um tempo sem grande atividade, a vocalista voltou a se reunir aos colaboradores Jam City, Ariel Rechtshaid, Arca, entre outros. O disco foi recebido com aclamação crítica por parte de diversos analistas de música contemporânea, tendo inclusive sido incluso em várias listas dos melhores álbuns daquele ano.

## Antecedentes e concepção
Após dois lançamentos criticalmente bem sucedidos, a mixtape Cut 4 Me (2013) e o extended play Hallucinogen (2015), Kelela viria a ficar um tempo sem divulgar algum tipo de trabalho, limitando-se a participar em faixas de obras como 32 Levels (2016) do produtor Clams Casino, Atrocity Exhibition do rapper Danny Brown, A Seat at the Table (2016) da cantora Solange, e Humanz da banda virtual Gorillaz (2017). A 18 de Fevereiro de 2016, Kelela apareceu em um filme curto intitulado Interlude produzido pela revista britânica Dazed. Este filme continha novo material que mais tarde viria a ser confirmado como trechos de faixas a serem inclusas no álbum de estúdio de estreia da cantora, finalmente anunciado pela própria a 14 de Julho de do ano seguinte. Concebido juntamente com os colaboradores Arca e Jam City, com quem já havia trabalhado anteriormente nos seus dois lançamentos anteriores e responsáveis por "fixar com firmeza" e produzirem a estrutura, Take Me Apart levou quatro anos a ser preparado. Segundo o expressado pela artista através de uma conferência de imprensa, o projecto exprime "uma visão honesta sobre como nós navegámos dissolvendo laços uns com os outros e, mesmo assim, mantemo-nos sanguíneos para a próxima chance no amor" e, "embora seja uma gravação pessoal, as políticas da minha identidade informa como ele soa e como eu escolho articular a minha vulnerabilidade e forças."

## Estrutura musical e conteúdo
Musicalmente, Take Me Apart foi descrito como um projecto predominantemente electro-R&B e R&B alternativo, com uma variedade de analistas musicais notando a sua incorporação de outros géneros musicais distintos, dos quais sobressaem electronica, jazz, soul, UK garage, e dance-pop. De acordo com os especialistas em música contemporânea do jornal britânico The Guardian, a sonoridade do álbum que oferece "faixas que são igualmente orientadas para pop quanto gratificantemente orientadas para o futuro" é "R&B problemática," enquanto o periódico também britânico Clash julgou Take Me Apart como "cavernoso, R&B avant-garde que move o corpo e cura um coração partido." Outras descrições vieram de revistas de entretenimento como a Fact, que viu o álbum como "uma jornada combinadora de géneros" e declarou que ele tem uma "visão afro-futurística subtil e brincalhona," enquanto a revista DIY prestou atenção ao uso de "sintetizadores glaciários" e "batidas de trap," contrastando com o afirmado pelo portal Consequence of Sound, que elogiou os produtores de Take Me Apart pela "sua recusa de usar trap como uma muleta." Em comparação com os lançamentos anteriores de Kelela, este projecto destaca-se pela ausência de "batidas pesadas e industriais," embora grande parte dos produtores sejam os mesmos.
Vários analistas musicais notaram ainda a influência de artistas como a norte-americana Janet Jackson e a irlandesa Björk na sonoridade de Take Me Apart. Ambas são comummente listadas por Kelela como influências suas. "Eu sou uma mulher negra, etíope-americana de segunda geração, que cresceu nos 'búrbios escutando R&B, jazz e Björk. Tudo isso acaba sobressaíndo [no álbum] de um jeito ou de outro," afirmou ela. O conteúdo lírico do projecto, por sua vez, vê a protagonista a enfrentar vários assuntos, tais como amor, romance, sexo, impaciência, vulnerabilidade, as recompesas e rasteiras de relacionamentos amorosos, assim como "as coisas complicadas que podem acontecer quando pessoas complicadas tentam se entender."
Sobre "Frontline", a faixa de abertura, Kelela revelou em entrevista ao The Fader ser sobre "deixar para trás alguém que lhe estava a limitar, e ela não tem intenção de se desculpar. Não é uma faixa fria, todavia, mas uma sobre como certas decisões importantes podem ser tomadas mais facilmente com uma noção mais forte de auto-apreciação."

## Lançamento e divulgação
A capa de Take Me Apart foi divulgada duas semanas após a revelação do título do projecto. No dia seguinte, o álbum foi disponibilizado para pré-venda em plataformas digitais juntamente com "LMK", o primeiro single. Estreado pelo disc jockey (DJ) neo-zelandês Zane Lowe no programa de rádio Beats 1, veio a ser posteriormente interpretado ao vivo pela cantora primeira vez na noite de 10 de Outubro de 2017 no programa de televisão inglês Later with Jools Holland. Uma digressão foi também anunciada mais tarde em Agosto de 2017. Iniciada em Setembro, incluiu paragens em cidades norte-americanas e europeias, assim como três paragens na Austrália em Janeiro de 2018, nas quais Kelela foi acompanhada pelos artistas the xx e Earl Sweatshirt. Take Me Apart foi finalmente distribuído pela editora discográfica Warp a partir de 6 de Outubro. Em alguns países europeus, excluindo o Reino Unido, o EP Hallucinogen foi incluso como um disco bónus. No Reino Unido, por sua vez, edições da rádio de "LMK" e "Frontline" foram adicionadas como faixas bónus. Um filme curto intitulado All It Took, realizado e produzido por Wu Tsang, foi divulgado pela artista a 27 de Outubro como parte dos esforços promocionais para o álbum.
Divulgada como o segundo single do álbum após ter sido incluso em um episódio da série de televisão Insecure transmitido pelo canal HBO na noite de 4 de Setembro de 2017, "Frontline" foi disponibilizada para compra em plataformas digitais e audição em serviços de streaming. Um vídeo musical animado foi publicado no perfil de Kelela no serviço Vevo a 28 de Fevereiro de 2018. "Waitin" e "Blue Light" foram posteriormente lançados como o terceiro e quarto singles, respectivamente, com este último recebendo um vídeo musical publicado no Vevo a 7 de Novembro de 2017.
"Este projecto tem estado a evoluir na minha mente desde que comecei a gravar Take Me Apart. Fiquei obcecada com as escolhas para a produção do álbum e o meu único consolo foi saber que as canções seriam reimaginadas desta maneira [...] então, não é apenas um monte de remisturas... é como a minha comunidade de DJs e produtores ao redor do mundo se comunicam através das diferenças. É também sobre a camaradagem que nós experienciámos quando encontramos justaposições. As mesmas canções podem existir nestas realidades alternativas, o que significa que pessoas diferentes podem ter um relacionamento com a música. Talvez até umas com as outras."
— Kelela a expressar os seus sentimentos por detrás da concepção de Take Me a_Part, the Remixes.
A 12 de Setembro do ano seguinte, Kelela anunciou um álbum de remisturas e divulgou "LMK (What's Really Good)", faixa com participação da rapper brasileira Linn da Quebrada e das norte-americanas Princess Nokia, Junglepussy, Cupcakke, e Ms. Boogie. Uma remistura de "Waitin" produzida pelo DJ haitiano-canadiano Kaytranada foi lançada a 26 de Setembro como o segundo single da compilação. Distribuído a partir de 5 de Outubro do mesmo ano, o projecto consiste em remisturas de canções seleccionadas de Take Me Apart e vê Kelela a trabalhar com DJs e produtores como os norte-americanos Rare Essence e Serpentwithfeet, o sul-africano DJ Lag, entre outros. Para o álbum — cuja sonoridade varia entre géneros distintos como house, R&B, juke, gqom, ente outros, "girando você por volta de discotecas de países ao redor do mundo" — a vocalista contribuiu com novos vocais para várias das canções, sob o objectivo de criar "algo muito mais evoluído do que a colecção de remisturas típica." Simon Edwards, analista musical da revista electrónica londrina independente The Line of Best Fit, declarou que Take Me a_Part, the Remixes "é um testamento ao conhecimento, gosto e amor de Kelela por música underground. [...] O envolvimento profundo de Kelela no projecto mostra o quão empenhada na sua visão ela é."

## Alinhamento de faixas
| Take Me Apart  |                 |                                                                   |                                                          |         |  |
| N.º            | Título          | Compositor(es)                                                    | Produtor(es)                                             | Duração |  |
| 1.             | "Frontline"     | Kelela Mizanekristos Jeremiah Raisen Sam Dew Will Boston          | Jam City                                                 | 5:39    |  |
| 2.             | "Waitin"        | K. Mizanekristos Dominic Salole Dean Bein                         | Jam City Ariel Rechtshaid * Kwes *                       | 3:15    |  |
| 3.             | "Take Me Apart" | K. Mizanekristos D. Salole Alexander Shuckburgh Jordan Asher Cruz | Shux Jam City Rechtshaid* Arca * Loric Sih* Kwes*        | 4:02    |  |
| 4.             | "Enough"        | K. Mizanekristos D. Salole                                        | Arca Rechtshaid* Kwes*                                   | 5:09    |  |
| 5.             | "Jupiter"       | K. Mizanekristos Romy Madley Croft                                | Aaron David Ross Nick Weiss*                             | 2:05    |  |
| 6.             | "Better"        | K. Mizanekristos D. Salole Croft                                  | D. Salole Bok Bok Rechtshaid Kwes*                       | 4:26    |  |
| 7.             | "LMK"           | K. Mizanekristos Jeremiah Raisen Asma Maroof                      | Jam City Kwes*                                           | 3:38    |  |
| 8.             | "Truth or Dare" | Talay Riley Kelela Maroof Boston                                  | Jam City Kwes*                                           | 4:12    |  |
| 9.             | "S.O.S."        | K. Mizanekristos                                                  | Kingdom                                                  | 2:22    |  |
| 10.            | "Blue Light"    | K. Mizanekristos Dew Bok Bok Maroof Nia Andrews                   | Dubbel Dutch Bok Bok* Rechtshaid* Terror Danjah* Maroof* | 3:36    |  |
| 11.            | "Onanon"        | K. Mizanekristos Arca Jay Prince                                  | Arca Rechtshaid*                                         | 4:31    |  |
| 12.            | "Turn to Dust"  | K. Mizanekristos Arca Croft Jam City                              | Arca Kwes*                                               | 4:29    |  |
| 13.            | "Bluff"         | K. Mizanekristos Boston                                           | Jam City                                                 | 1:12    |  |
| 14.            | "Altadena"      | K. Mizanekristos D. Salole Boston Sabina Sciubba                  | Jam City Rechtshaid* Kwes*                               | 5:10    |  |
| Duração total: | Duração total:  | Duração total:                                                    | Duração total:                                           | 53:46   |  |

| Take Me Apart — Faixas bónus [Reino Unido] |                               |         |  |
| N.º                                        | Título                        | Duração |  |
| 15.                                        | "LMK" (edição da rádio)       | 3:20    |  |
| 16.                                        | "Frontline" (edição da rádio) | 3:45    |  |

| Take Me Apart — Faixas bónus [Japão] |             |         |  |
| N.º                                  | Título      | Duração |  |
| 15.                                  | "A Message" | 3:51    |  |
| 16.                                  | "Rewind"    | 3:58    |  |

| Hallucinogen — EP bónus [Europa] |                    |                                                                                     |                                      |         |  |
| N.º                              | Título             | Compositor(es)                                                                      | Produtor(es)                         | Duração |  |
| 1.                               | "A Message"        | K. Mizanekristos A. Ghersi D. Salole J. A. Cruz                                     | Arca                                 | 3:51    |  |
| 2.                               | "Gomenasai"        | K. Mizanekristos S. Dew Asma Maroof Daniel Pineda A. Rechtshaid                     | MA Nguzu NA Nguzu* Rechtshaid*       | 3:28    |  |
| 3.                               | "Rewind"           | K. Mizanekristos Jeremiah Raisen Samuel Obey Philip Gamble Ezra Rubin A. Rechtshaid | NUGGET Kingdom Girl Unit* Obey City* | 3:58    |  |
| 4.                               | "All the Way Down" | K. Mizanekristos J. Raisen Dacoury Natche Jess Glynne Talay Riley Tinashe Kachingwe | DJ Dahi                              | 4:28    |  |
| 5.                               | "Hallucinogen"     | K. Mizanekristos A. Ghersi                                                          | Arca                                 | 2:20    |  |
| 6.                               | "The High"         | K. Mizanekristos Gabriel Reyes-Whittaker Daniel Aged Rubin                          | Gifted & Blessed Aged* Kingdom*      | 5:41    |  |
| Duração total:                   | Duração total:     | Duração total:                                                                      | Duração total:                       | 23:46   |  |

| Take Me a_Part, the Remixes | |                              |         |  |
| N.º                         | Título | Remisturador(es)             | Duração |  |
| 1.                          | "Santa Muerte_Bluff_94 Bpm" | Santa Muerte                 | 3:18    |  |
| 2.                          | "Kaytranada_Waitin_115 Bpm" | Kaytranada                   | 5:04    |  |
| 3.                          | "Lsdxoxo_Truth Or Dare_123 Bpm" | Lsdxoxo                      | 4:53    |  |
| 4.                          | "Ethereal_Jupiter_97 Bpm" | Ethereal                     | 2:39    |  |
| 5.                          | "Dj Lag_Onanon_127 Bpm" | DJ Lag                       | 4:10    |  |
| 6.                          | "Rare Essence_Tma_83 Bpm" | Rare Essence                 | 3:39    |  |
| 7.                          | "Joey Labeija_Better_107 Bpm" | Joey Labeija                 | 3:30    |  |
| 8.                          | "Serpentwithfeet_Altadena _88 Bpm" | Serpentwithfeet              | 3:22    |  |
| 9.                          | "Lmk_What's Really Good Remix_ feat_Princess Nokia_Junglepussy_Cupcakke_Ms. Boogie_100 Bpm" (com participação de Princess Nokia, Junglepussy, Cupcakke e Ms. Boogie) |                              | 5:20    |  |
| 10.                         | "Tre Oh Fie_Waitin_150 Bpm" | Tre Oh Fie                   | =2:39   |  |
| 11.                         | "Nídia_Blue Light_123 Bpm" | Nídia                        | 3:05    |  |
| 12.                         | "Divoli S'vere_Truth Or Dare_130 Bpm" | Divoli S'vere                | 2:48    |  |
| 13.                         | "Badsista_feat_Linn Da Quebrada_Better_125 Bpm" | Badsista                     | 4:09    |  |
| 14.                         | "Mountain_Lmk_130 Bpm" | Mountain                     | 4:00    |  |
| 15.                         | "Gaika_Frontline_141 Bpm" | Gaika                        | 5:39    |  |
| 16.                         | "Hitmakerchinx_Blue Light_108 Bpm" | Hitmakerchinx                | 2:44    |  |
| 17.                         | "Skyshaker_Onanon_129 Bpm" | Skyshaker                    | 4:39    |  |
| 18.                         | "Kareem Lotfy_Turn to Dust_No Bpm" | Kareem Lotfy                 | 3:08    |  |
| 19.                         | "Nathaniel W. James & Dave Quam_Waitin_122 Bpm" | Nathaniel W. James Dave Quam | 4:46    |  |
| 20.                         | "Ahya Simone_Enough_No Bpm" | Ahya Simone                  | 6:24    |  |
| Duração total:              | Duração total: | Duração total:               | 79:56   |  |

Notas
- * denota um(a) produtor(a) adicional;
- Todas as faixas de Take Me a_Part, the Remixes foram estilizadas com letras maiúsculas.

## Créditos e pessoal
Os créditos seguintes foram adaptados do encarte dos álbuns Take Me Apart (2017) e Take Me a_Part, the Remixes (2018):
| Gravação - Gravado no estúdio Heavy Duty em Burbank, Califórnia, EUA; - Gravado no estúdio Mutant em Londres, Inglaterra; - Gravado e engenharia acústica no estúdio Rooftop em Londres, Inglaterra; - Masterizado no The Mastering Place em Manhattan, Nova Iorque, EUA; - Misturado no Studiobokkle em Londres, Inglaterra; - Misturado nos estúdios Abbey Road em Londres, Inglaterra; - Misturado nos estúdios Flesh & Bone em Hackney, Londres, Inglaterra. | Take Me a_Part, the Remixes - Engenharia acústica: Chris Kasych · Gabriel Schuman · Geoffrey Jerrell · Knice Da Maje - Mistura: Kelela (executiva) · A. Maroof · C. Kasych · G. Schuman · G. Jerrell · K. Da M. - Produção e arranjos: Kelela · A. Maroof · Santa Muerte · Kaytranada · Lsdxoxo · Ethereal · DJ Lag · Rare Essence · Joey Labeija · Serpentwithfeet · Tre Oh Fie · Nídia · Divoli S'vere · Badsista Mountain · Gaika · Hitmakerchinx · Skyshaker · Kareem Lotfy · Nathaniel W. James · Dave Quam · Ahya Simone - Produção executiva: Kelela · A. Maroof |

Take Me Apart
| - Kelela — vocais principais, vocais de apoio, composição, produção e arranjos, produção executiva - Ariel Rechtshaid — produção e arranjos (6), produção e arranjos adicionais (2-4, 10, 11, 14), produção executiva - Arca — produção e arranjos (4, 11, 12), produção e arranjos adicionais (3) - Jam City — produção e arranjos (1-3, 7, 8, 13, 14), produção executiva - Jessica Chambliss — arranjos de vocais de apoio e produção e arranjos vocais (3, 4, 6, 9-12, 14), vocais de apoio (14) - Kwes — mistura, produção e arranjos adicionais e instrumentação (2-4, 6-8, 12, 14) - Bok Bok — produção e arranjos (6), produção e arranjos adicionais (10) - Dubbel Dutch — produção e arranjos (10) - Kingdom — produção e arranjos (9) - Mocky — produção e arranjos (6) - Aaron David Ross — produção e arranjos (5) | - Al Shux — produção e arranjos (3) - Asma Maroof — produção e arranjos adicionais (10) - Loric Sih — produção e arranjos adicionais (3) - Terror Danjah — produção e arranjos adicionais (10) - Nick Weiss — produção e arranjos adicionais (5) - Kelsey Lu — violoncelo (4, 11, 12) - Alex Hayes — engenharia de percussão (10) - Matt Mysko — assistência de engenharia acústica - Marta Salogni — mistura adicional (7) - Dave Kutch — masterização - Mischa Notcutt — direcção artística - Kit Mason — desenho artístico - Daniel Sannwald — fotografia |

## Desempenho nas tabelas musicais
| País — Tabela musical (2017)                           | Posição de pico |
| ------------------------------------------------------ | --------------- |
| Bélgica (Flandres) — Ultratop 200 Albums               | 104             |
| Japão — Oricon Albums Chart                            | 254             |
| Nova Zelândia — Heatseeker Albums (Recorded Music NZ)  | 3               |
| Escócia — Scottish Albums Charts (OCC)                 | 96              |
| Suíça — Albums Top 100 (Schweizer Hitparade)           | 80              |
| Reino Unido — Official Albums Top 100 (OCC)            | 51              |
| Reino Unido — Official Independent Albums Top 40 (OCC) | 7               |
| Reino Unido — Official R&B Albums Top 40 (OCC)         | 3               |
| Estados Unidos — Billboard 200                         | 128             |
| Estados Unidos — Top Independent Albums (Billboard)    | 11              |
| Estados Unidos — Top R&B/Hip-Hop Albums (Billboard)    | 18              |